# السجف بن قيس
السجف بن قيس
الصحابي السجف بن قيس الوايلي الهمداني هو من ألغز من وايله همدان عاصر العصر الجاهلي و ادرك الإسلام و كان ممن وفدو من همدان على الرسول

## نسبه
السجف بن قيس بن الحارث بن يزيد بن عمرو بن الحارث بن مرة بن ألغز بن وائله بن شاكر بن ربيعه بن بكيل

## حياته
لم يأتي عنه الكثير فقد ذكر في البعض المصادر انه كان مع الصحابي علي بن أبي طالب في يوم الجمل و عندما رأىه هو و ملالة بن عبدالشاعر و قال
ناديت همدان والابواب مغلقة
ومثل همدان سنى فتحة الباب
كالهندواني لم تقل مضاربه
وجه جميل وقلب غير وجاب